# Johannes Hoffmann (SPD)

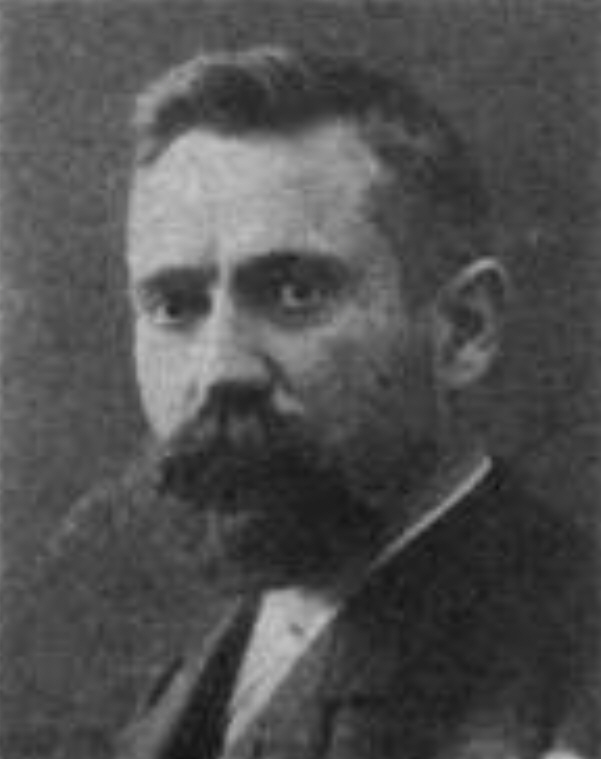
Johannes Hoffmann in 1919

Johannes Hoffmann (Ilbesheim bei Landau in der Pfalz, 3 juli 1867 – Berlijn, 15 december 1930) was een Duitse politicus van de Deutsche Volkspartei en de Sozialdemokratische Partei Deutschlands (SPD). In 1919 en 1920 was hij minister-president van de vrijstaat Beieren.

## Leven
Hoffmann was een zoon van akkerbouwer Peter Hoffmann en Eva Maria Keller. Hij bracht zijn jeugd door in Wollmesheim. Van 1877 tot 1882 bezocht hij het gymnasium in Landau, tot 1885 de Präparandenanstalt in Edenkoben en tot 1887 de kweekschool in Kaiserslautern. Hij had verschillende aanstellingen als leraar, onder andere in Kaiserslautern en Callbach. In 1892 trouwde hij in Bergzabern met Luise Ackermann, met wie hij twee zonen kreeg. Zijn zoon Hans was van 1947 tot 1951 minister van Financiën van de Duitse deelstaat Rijnland-Palts.
Van 1899 tot 1904 was Hoffmann gemeenteraadslid van Kaiserslautern voor de links-liberale Deutsche Volkspartei. In 1907 werd hij lid van de SPD en in 1908 werd hij namens die partij tot afgevaardigde in de Beierse Landdag gekozen. Hij moest zijn zetel opgeven na een disciplinair geschil met het provinciebestuur in Speyer over zijn kandidatuur voor de SPD. In 1910 keerde hij terug in de gemeenteraad en werd locoburgemeester. Tijdens de Eerste Wereldoorlog nam hij waar voor burgemeester Küffner, die aan het front was.
In 1912 werd Hoffmann voor de kieskring Kaiserslautern-Kirchheimbolanden tot lid van de Rijksdag gekozen, waarvan hij tot zijn dood lid zou blijven. Van november 1918 tot maart 1919 was hij Beiers minister van Onderwijs en Cultuur in de regering van Kurt Eisner. Na de moord op Eisner werd Hoffmann op 17 maart 1919 als voorvechter van een pluralistisch-parlamentaire democratie door de Beierse Landdag tot minister-president en minister van Buitenlandse zaken gekozen, terwijl hij ook de leiding van het cultuurministerie hield. Tegen deze regering riepen op 7 april de Zentralrat der bayerischen Republik onder Ernst Niekisch en de Revolutionären Arbeiterrat in München de Münchense Radenrepubliek uit. Verscheidene andere Beierse steden sloten zich aan. Deze radenrepubliek werd de eerste 7 of 8 dagen overheerst door pacifistische en anarchistische intellectuelen, maar na 13 april leidden communisten de radenregering.
Vanaf midden april 1919 riep het kabinet-Hoffmann - inmiddels naar Bamberg uitgeweken - de hulp in van vrijkorpsen, die de verdedigers van de radenrepubliek tot 2 mei 1919 terugsloegen. Bij de strijd begingen beide partijen gruwelijkheden, waarbij honderden mensen omkwamen, meestal als slachtoffers van de extreemrechtse vrijkorpsen. In maart 1920 trad Hoffmann, onder dwang van Beierse burgerwachten en de vrijkorpsen, af als minister-president. Hij werd opgevolgd door Gustav von Kahr. Eind april keerde hij terug naar Kaiserslautern en stelde zich kandidaat als burgemeester van Ludwigshafen am Rhein, maar verloor de verkiezing. Hoffmann werd weer leraar en werd op 6 juni 1920 opnieuw in de Landdag gekozen, maar al op 24 augustus van dat jaar gaf hij zijn zetel op.
Op 23 oktober 1923 verklaarde Hoffmann samen met Friedrich Wilhelm Wagner en Paul Kleefoot aan de Franse generaal Adalbert François Alexandre de Metz, dat zij de door Frankrijk bezette Beierse Palts tot een zelfstandige deelstaat in het Duitse Rijk wilden opbouwen. De poging leidde tot niets en vervolgens werd Hoffmann ontslagen als leraar. Ook werd geprobeerd zijn onschendbaarheid als Rijksdagsafgevaardigde op te heffen, maar die poging werd in samenhang met een amnestieregeling in het Dawesplan niet doorgezet. Na zijn dood werd Hoffmanns weduwe door de Beierse regering een pensioen ontzegd.